# Z Andromedae
Z Andromedae (HD 221650 / HIP 116287 / SAO 53146) es una estrella variable en la constelación de Andrómeda, prototipo de las estrellas simbióticas. De magnitud aparente media +10,59, se encuentra a 1420 años luz de distancia de la Tierra. Las especiales características del espectro de Z Andromedae, similar al de GK Persei y RS Ophiuchi, así como su variabilidad, fueron descubiertas por Williamina Fleming en 1901.
Z Andromedae es una estrella simbiótica, tipo de variables cataclísmicas que consisten en una estrella binaria, en donde una estrella caliente ioniza una cubierta de gas que procede de la estrella acompañante, una gigante roja fría. Dentro de este tipo de estrellas, existe un subtipo llamado estrellas Z Andromedae, del cual Z Andromedae es el arquetipo, además de serlo del conjunto de estrellas simbióticas.
Durante la mayor parte del tiempo, Z Andromedae está inactiva y las únicas fluctuaciones en su brillo, de pequeña amplitud, corresponden a la de una variable semirregular de tipo espectral M6.5 con un período de unos 700 días. Sin embargo, cada 10 o 20 años, Z Andromedae se vuelve muy activa, aumentando su brillo unas 3 magnitudes. A los estallidos de mayor amplitud, les siguen menores estallidos de amplitud decreciente hasta que la estrella recupera la calma. Durante los estallidos la estrella se hace más azul y el espectro está dominado por la componente caliente, de tipo espectral B.
El máximo brillo registrado tuvo lugar en el estallido de 1939, cuando la estrella alcanzó magnitud +7,9. Parámetros básicos del sistema, como la masa de las componentes y la inclinación de la órbita son desconocidos, lo que impide el desarrollo de modelos teóricos sobre el sistema.